# Eduardo Bennett
Pour les articles homonymes, voir Bennett.
José Eduardo Bennett est un footballeur hondurien né le 11 septembre 1968 à La Ceiba (Honduras).

## Biographie
Il participe à la Gold Cup 1991 puis à la Gold Cup 1993 et compte trente-six sélections entre 1991 et 2000.
Il termine meilleur buteur du championnat du Honduras en 1992.

## Carrière
- 1988 - 1990 : Curacao ( Honduras)
- 1991 - 1992 : Olimpia ( Honduras)
- 1992 - 1993 : Cobras de Ciudad Juárez ( Mexique)
- 1993 - 1995 : San Lorenzo ( Argentine)
- 1995 - 1999 : Argentinos Juniors ( Argentine)
- 2000 : Cobreloa ( Chili)
- 2001 : Chacarita Juniors ( Argentine)
- 2001 - 2002 : Quilmes ( Argentine)
- 2002 : Olimpia ( Honduras)
- 2003 - 2004 : Victoria ( Honduras)
- 2005 - 2006 : Vida ( Honduras)
- 2006 - 2007 : Unión Ajax ( Honduras)
- 2007 : Olimpia ( Honduras)
- 2008 : Atlético Olanchano ( Honduras)
- 2008 - 2010 : Necaxa ( Honduras)

## Palmarès
- Finaliste de la Gold Cup 1991 avec l'équipe du Honduras
- Champion d’Argentine en 1995 (Tournoi de clôture) avec San Lorenzo
- Champion du Honduras en 2002 (Tournoi d'ouverture) et 2008 (Tournoi de clôture) avec le CD Olimpia